# Andreas Zísimos
Andreas Zísimos –en griego, Ανδρέας Ζήσιμος– (Atenas, 31 de diciembre de 1983) es un deportista griego que compitió en natación, especialista en el estilo libre.
Ganó una medalla de bronce en el Campeonato Europeo de Natación de 2006, en la prueba de 4 × 200 m libre. Participó en dos Juegos Olímpicos de Verano, en los años 2004 y 2008, ocupando el octavo lugar en Atenas 2004, en la misma prueba.

## Palmarés internacional
| Campeonato Europeo | Campeonato Europeo | Campeonato Europeo | Campeonato Europeo |
| Año                | Lugar              | Medalla            | Prueba             |
| ------------------ | ------------------ | ------------------ | ------------------ |
| 2006               | Budapest (Hungría) | Medalla de bronce  | 4 × 200 m libre    |